# Le Calvaire de madame Mallory
Pour plus de détails, voir Fiche technique et Distribution.

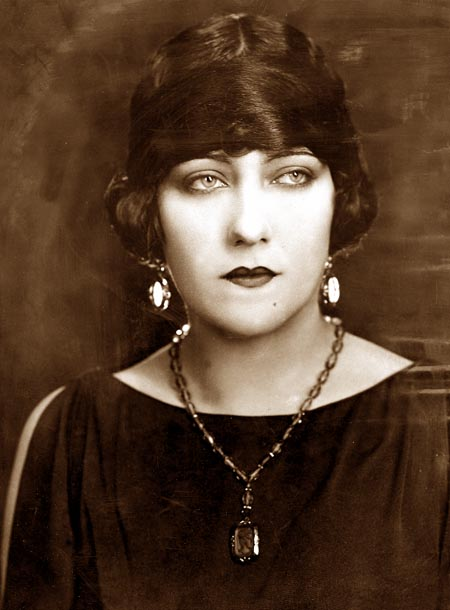
Gloria Swanson

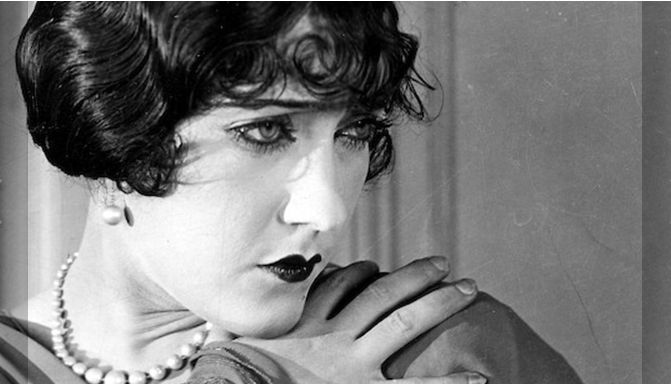
Gloria Swanson

Le Calvaire de madame Mallory (The Impossible Mrs. Bellew) est un film dramatique américain de Sam Wood, sorti en 1922. 

## Synopsis
Lance Bellew aime mieux sa maîtresse que sa femme Betty. Ceci est ressenti par Jerry Woodruff, un ami de la famille. Lance se méfie des relations entre Jerry et sa femme, et dans une bagarre, il tire sur Jerry. Une avocate astucieuse, en travaillant sur son amour pour son petit fils, fait témoigner Betty pour son mari. Lance est acquitté au motif que le meurtre était justifié. Pour l'humilier, Lance divorce de sa femme et obtient la garde de l'enfant. Mme Bellew découvre à quel point il est difficile de s'entendre avec une réputation en ruine. Avec un nouvel ami qui l'aide constamment, elle surmonte ses difficultés et son enfant lui est rendu.

## Fiche technique
- Titre original : The Impossible Mrs. Bellew
- Titre français : Le Calvaire de Mme Mallory
- Réalisation : Sam Wood
- Scénario : Percy Heath et Monte M. Katterjohn d'après un roman de David Lesle
- Photographie : Alfred Gilks
- Société de production : Famous Players-Lasky Corporation
- Société de distribution : Famous Players-Lasky Corporation
- Pays d'origine : États-Unis
- Format : noir et blanc - 35 mm - 1,37:1 - Muet
- Genre : drame
- Durée : 80 minutes
- Dates de sortie :
  - États-Unis : 22 octobre 1922

## Distribution
- Gloria Swanson : Betty Bellew
- Robert Cain : Lance Bellew
- Conrad Nagel : John Helstan
- Richard Wayne : Jerry Woodruff
- Frank Elliott : Comte Radistoff
- Gertrude Astor : Alice Granville
- June Elvidge : Naomi Templeton
- Herbert Standing : révérend Dr. Helstan
- Michael D. Moore : Lance Bellew Jr. à 4 ans
- Pat Moore : Lance Bellew Jr. à 6 ans
- Helen Dunbar : tante Agatha
- Arthur Stuart Hull : avocat Potter
- Clarence Burton : détective